# Indonesia 13–1 Philippines
Vào ngày 23 tháng 12 năm 2002, hai đội tuyển bóng đá quốc gia Indonesia và Philippines đã đối đầu với nhau trong một trận đấu thuộc khuôn khổ vòng bảng Giải vô địch bóng đá Đông Nam Á 2002. Trận đấu diễn ra tại sân vận động Gelora Bung Karno ở Jakarta, và kết thúc với tổng cộng 14 bàn thắng: 13 bàn thắng cho Indonesia và một bàn thắng cho Philippines.
Trước trận đấu, Indonesia cần thắng với cách biệt nhiều hơn 3 bàn để đảm bảo một suất tiến vào vòng tiếp theo, hoặc hy vọng vào việc trận đấu giữa Myanmar và Việt Nam diễn ra cùng giờ không kết thúc với tỷ số hòa.

## Diễn biến
| Indonesia | 13–1 | Philippines |
| --- | ---- | ----------- |
| Bambang 1', 29', 35', 82' · Zaenal 6', 38', 41', 57' · Budi 16' · Sugiantoro 55', 75' · Imran 81' · Licuanan 88' (l.n.) |      | Go 78'      |